# Sukeban Shachō Rena Wii
Sukeban Shachō Rena Wii (女番社長レナＷｉｉ) est un jeu vidéo de party game sorti en 2009 sur Wii uniquement au Japon. Le jeu a été développé et édité par Jorudan.
Le joueur y incarne un employé de Cat Queen Inc., une entreprise spécialisée dans les jouets pour chats, et doit accomplir différents mini-jeux centrés autour des félins pour gagner le respect de Rena, le chat élu PDG de l'entreprise. Le jeu détient notamment le record du jeu Wii le moins vendu avec une centaine d'exemplaires vendus.